# Fårup (Randers)
Fårup is een plaats in de Deense regio Midden-Jutland, gemeente Randers, en telt 1047 inwoners (2007).